# LncRNA

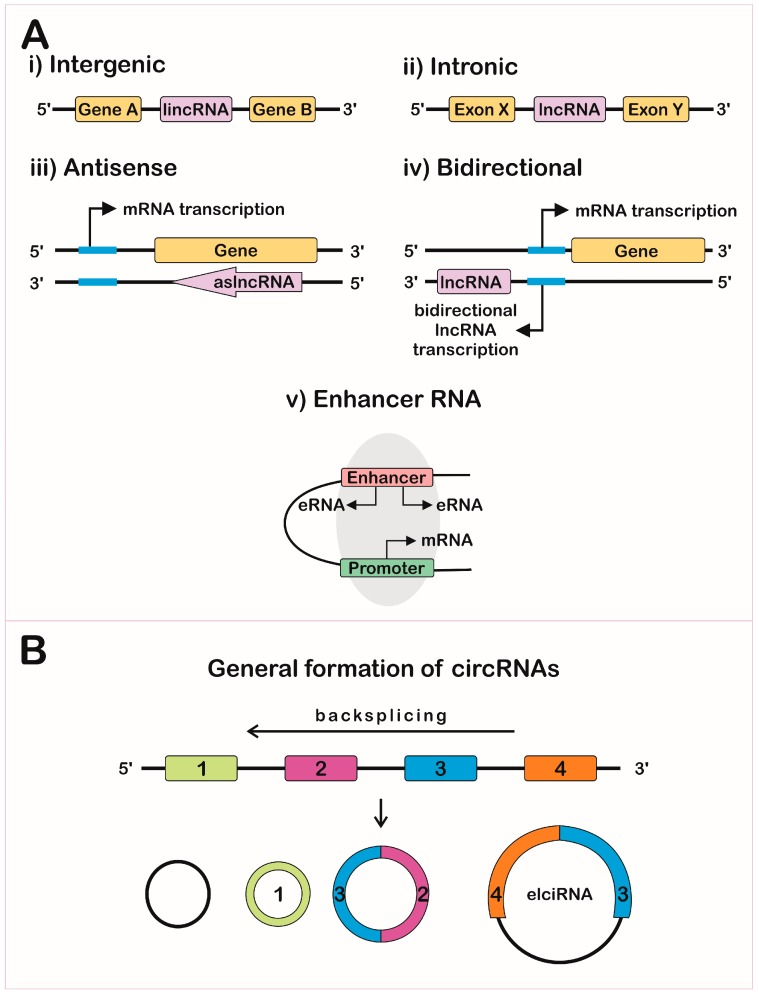
Verschillende typen lncRNA's.

LncRNA (lange niet-coderende RNA) is een type RNA, doorgaans gedefinieerd als transcripten met meer dan 200 nucleotiden die niet in eiwitten worden vertaald. Deze willekeurige limiet onderscheidt lncRNA's van kleine niet-coderende RNAs, zoals microRNA's (miRNA's), kleine interfererende RNA's (siRNA's), Piwi-interacterende RNA's (piRNA's), kleine nucleolaire RNA's (snoRNA's) en andere korte RNA's. Gegeven dat sommige lncRNA's het potentieel hebben om voor kleine eiwitten of micropeptiden te coderen, is de nieuwste definitie van lncRNA een klasse van RNA-moleculen van meer dan 200 nucleotiden die geen of beperkte codeercapaciteit hebben. Lang tussenliggende/intergene niet-coderende RNA's (lincRNA's) zijn sequenties van lncRNA die de eiwitcoderende genen niet overlappen.
LncRNA's omvatten intergene lincRNA's, intronische ncRNA's en sense en antisense lncRNA's, waarbij elk type verschillende genomische posities vertoont in relatie tot genen en exons. Een intergene regio is een stuk DNA-sequenties dat zich tussen de genen bevindt.

## Hoeveelheid voorkomende lncRNA's
Bij veel soorten worden lange niet-coderende transcripties aangetroffen. Grootschalige complementair DNA (cDNA) sequencingprojecten zoals FANTOM laten de complexiteit van deze transcripten bij de mens zien. Het FANTOM3-project identificeerde ongeveer 35.000 niet-coderende transcripten die veel karakteristieken van messenger-RNAs hebben, waaronder 5'-capping, splicing en polyadenylatie, maar hebben weinig of geen open leesraam (ORF). Dit getal vertegenwoordigt een conservatieve lage schatting, omdat veel enkelgene-transcripties en niet-polyadenyleerde transcripten niet worden meegerekend (tiling array gegevens tonen aan dat meer dan 40% van de transcripties niet-gepolyadenyleerd zijn. Een tiling array is een subtype van microarray chips) Het identificeren van ncRNA's binnen deze cDNA-bibliotheken is een uitdaging, omdat het moeilijk kan zijn om eiwitcoderende transcripten te onderscheiden van niet-coderende transcripten. Via meerdere onderzoeken is gesuggereerd dat testis en zenuwweefsels van elk weefsel-type de grootste hoeveelheid lncRNA's tot expressie brengen. Met behulp van FANTOM5 zijn 27.919 lncRNA's geïdentificeerd in verschillende menselijke herkomsten.
Kwantitatief gezien vertonen lncRNA's een circa 10 maal lagere dichtheid dan mRNA's, wat wordt verklaard door hogere cel-tot-celvariatie van expressieniveaus van lncRNA-genen in de individuele cellen, vergeleken met eiwitcoderende genen. Over het algemeen wordt de meerderheid (~78%) van de lncRNA's gekarakteriseerd als weefsel-specifiek, in tegenstelling tot slechts zo'n 19% van de mRNA's. Slechts 3,6% van de menselijke lncRNA-genen komt tot expressie in verschillende biologische contexten en 34% van de lncRNA-genen wordt op hoog niveau tot expressie gebracht (top 25% van zowel lncRNA's als mRNA's) in ten minste één biologische context. Naast een hogere weefselspecificiteit worden lncRNA's gekenmerkt door een hoger ontwikkelingsstadium specificiteit, en celsubtype-specificiteit in weefsels zoals de menselijke neocortex en andere delen van de hersenen, die de juiste ontwikkeling en functie van de hersenen reguleren. In 2022 onthulde een uitgebreide integratie van lncRNA's uit bestaande databases dat er 95.243 lncRNA-genen en 323.950 transcripten bij mensen voorkomen.
In vergelijking met zoogdieren hebben relatief weinig onderzoeken zich gericht op het voorkomen van lncRNA's in planten. Een uitgebreid onderzoek bij 37 hogere plantensoorten en zes algen identificeerde echter zo'n 200.000 niet-coderende transcripten met behulp van een in-silico-benadering. De Green Non-Coding Database (GreeNC) is een opslagplaats van lncRNA's van planten.

## Genomische organisatie
In 2005 werd het landschap van het genoom van zoogdieren beschreven als talrijke 'foci' van transcriptie die gescheiden zijn door lange stukken intergene ruimte. Terwijl sommige lncRNA's zich binnen de intergene stukken bevinden, is de meerderheid overlappende sense en antisense transcripten die vaak eiwitcoderende genen bevatten, die een complexe hiërarchie van overlappende isovormen vormen. Genomische sequenties binnen deze transcriptionele foci worden vaak gedeeld binnen een aantal coderende en niet-coderende transcripties in de sense- en antisense-richtingen Bijvoorbeeld 3012 van de 8961 cDNA's die eerder waren beschreven als afgekorte coderende sequenties binnen FANTOM2 werden later aangeduid als echte ncRNA-varianten van eiwitcoderende cDNA's. Terwijl de overvloed en het behoud van deze foci suggereren dat ze biologische relevantie hebben, frusteert de complexiteit van deze foci een gemakkelijke evaluatie.
Het GENCODE-consortium heeft een uitgebreide reeks menselijke lncRNA-annotaties en hun genomic organisatie, modificaties, cellulaire locaties en weefselexpressieprofielen verzameld en geanalyseerd. Uit hun analyse blijkt dat menselijke lncRNA's een voorkeur vertonen voor twee exontranscripties.